# Schizognathus compressicornis
Schizognathus compressicornis är en skalbaggsart som beskrevs av Ohaus 1898. Schizognathus compressicornis ingår i släktet Schizognathus och familjen Rutelidae. Inga underarter finns listade i Catalogue of Life.